# Jebel Ali
Jebel Ali (del árabe: جبل علي) es una ciudad portuaria, ubicada a 35 kilómetros al suroeste de la ciudad de Dubái en los Emiratos Árabes Unidos (EAU). La construcción del puerto comenzó a finales del decenio de 1970 junto con Jebel Ali Village (en torno a 1977) que fue utilizado, inicialmente, para los trabajadores de la construcción del puerto. El pueblo tiene una pujante comunidad con más de 300 residentes. Con 67 literas y un tamaño de 134,68 km², Jebel Ali es el puerto artificial más grande del mundo y el puerto más grande en Oriente Medio. El área es también la sede de "5.500 empresas de 120 países".
La Zona Franca de Jebel Ali, establecida en 1985, es la zona industrial que rodea el puerto de Jebel Ali. El Aeropuerto Internacional Dubai World Central también se está construyendo en la zona.
El puerto de Jebel Ali se ha convertido en el puerto más visitado por los buques de la Armada de los Estados Unidos fuera de los Estados Unidos. Prácticamente todos los marineros que han completado a bordo giras han visitado el puerto por lo menos una vez, debido a su profundidad y el tamaño de las instalaciones.